# Cur Jicchak
Cur Jicchak (hebr. צור יצחק) – wieś położona w samorządzie regionu Derom ha-Szaron, w Dystrykcie Centralnym, w Izraelu.
Leży w zachodniej części Samarii, w otoczeniu miast Tira i At-Tajjiba, miasteczka Kochaw Ja’ir, oraz moszawu Cur Natan. Na południowy wschód od wioski przebiega granica terytoriów Autonomii Palestyńskiej, która jest strzeżona przez mur bezpieczeństwa. Po stronie palestyńskiej znajduje się wioska Falamieh.

## Historia
Plan budowy nowego osiedla w tym miejscu został przyjęty przez rząd Izraela na posiedzeniu 23 października 2000.
Osada została założona w czerwcu 2007. Została ona nazwana na cześć zabitego premiera Icchaka Rabina (1922-1995). Istnieją plany rozbudowy wioski do około 2 350 mieszkań.

## Kultura i sport
W wiosce jest ośrodek kultury.

## Komunikacja
Na zachód od wioski przebiega autostrada nr 6, brak jednak możliwości bezpośredniego wjazdu na nią. Z wioski wyjeżdża się na południe na drogę nr 5533, którą jadąc na wschód dojeżdża się do moszawu Cur Natan, lub jadąc na zachód dojeżdża się do drogi nr 444 . Drogą nr 444 można jechać na północ do miasta At-Tajjiba, lub można jechać na południe do miasteczka Kochaw Ja’ir.